# Xiao

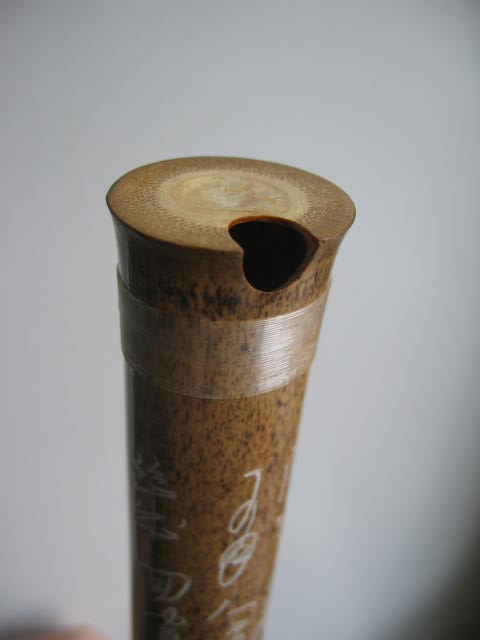

O xiao é um instrumento muito antigo chinês geralmente pensado para ter sido desenvolvido a partir de uma flauta simples fim-soprado pelo povo Qiang do sudoeste da China. A forma moderna com seis buracos remonta à dinastia Ming.

## Organologia
As flautas Xiao são hoje mais frequentemente na chave de G (com D C acima do meio a ser a nota mais baixa, com todos os dedos cobertos), embora existam Xiaos com um número diferenciado de buracos, mas menos comuns também estão disponíveis, mais comumente na chave de F. As mais tradicionais tem seis buracos de dedo, enquanto as mais modernas tem oito, os furos adicionais não estendem-se para alcance do som do instrumento, mas sim  para torná-la mais fácil de tocar notas como F natural. Há mais quatro (às vezes dois ou seis) furos de som situada no terço inferior do comprimento do mesmo. O buraco é soprado na extremidade superior, o mesmo pode ser cortado em forma de "U", um "V" ou em um ângulo (com ou sem incrustações de marfim). Algumas tem o fim de sopro inteiramente cortado, assim que o tocador deve usar o espaço entre o queixo e os lábios para cobrir o buraco completamente. Não pode ser um metal comum entre o buraco da boca eo buraco dos dedos superiores para efeitos de regularização, e às vezes também entre o último dedo do furo e do fim. A duração dos intervalos são cerca de 45 cm a mais de 1,25 m, mas geralmente é em torno de 75–85 cm. Normalmente, Xiaos mais curtas são mais difíceis de tocar por causa da necessidade de controlar a respiração com mais precisão. O ângulo para reproduzir o xiao é em torno de 45 graus do corpo.

## Variedades de Xiao
O qinxiao (chinês simplificado: 箫 琴; chinês tradicional: 箫 琴) ou 紫竹 箫 (pinyin: "Zi Zhu Xiao") é uma versão da Xiao, que é mais estreito e geralmente na chave de F, com oito buracos de dedo, utilizado para acompanhar o guqin. A estreiteza do Xiao Qin faz o tom mais suave, tornando-o mais adequado para tocar com o Qin (que é um instrumento muito calmo). É também o maior de todos os tipos de Xiao, até 1.25m.
O nanxiao (chinês simplificado: 箫 南; chinês tradicional: 南 箫), "xiao Sul") ou 洞箫 (pinyin: "Xiao Dong"), às vezes chamado de Chiba (chinês simplificado: 尺八; chinês tradicional: 尺八, "pé e oito ", antigo nome ainda utilizado para o shakuhachi japonês) é um xiao curto com o final de sopro aberto utilizado no Nanyin, a ópera local Fujianese de Quanzhou.